# Epischura baikalensis
Epischura baikalensis là một loài động vật giáp xác trong họ Temoridae. Nó là loài đặc hữu của hồ Baikal, là loài ăn thịt thống trị các loài động vật phù du có: 80% -90% tổng số sinh khối.
Epischura baicalensis sinh sống toàn bộ cột nước, và sinh ra hai thế hệ trung bình trong năm: mùa đông-mùa xuân và mùa hè. Loài này phát triển trong điều kiện sinh thái khác nhau và thay đổi trong thời gian của giai đoạn đời sống, thời gian sinh sản, trưởng thành và tuổi thọ. Tỷ lệ con đực và con cái là 1:1. 
Loài baicalensis Epischura giữ sạch hồ Baikal.